# 絲特琳·希頓
絲特琳·希頓（Sterling Hyltin，1985年7月8日—），是一位出生在美國著名的芭蕾舞者。她在2003年6月加入著名的紐約市芭蕾舞團（New York City Ballet）并在2007年成为首席舞蹈演員。
希頓以她在天鵝湖（Swan Lake）及羅密歐與茱麗葉（Romeo + Juliet）中的表演最為人所熟悉並受好評。